# Aberto Rio Preto 2011
L'Aberto Rio Preto 2011, noto anche come BVA Open, è stato un torneo professionistico di tennis maschile giocato sulla terra rossa. È stata la prima edizione del torneo, facente parte dell'ATP Challenger Tour nell'ambito dell'ATP Challenger Tour 2011. Si è giocato a São José do Rio Preto in Brasile dal 24 al 30 ottobre 2011.

## Partecipanti

### Teste di serie
| Nazionalità | Giocatore              | Ranking* | Testa di serie |
| ----------- | ---------------------- | -------- | -------------- |
| Portogallo  | Rui Machado            | 75       | 1              |
| Francia     | Éric Prodon            | 88       | 2              |
| Argentina   | Diego Junqueira        | 91       | 3              |
| Portogallo  | Frederico Gil          | 99       | 4              |
| Brasile     | João Souza             | 107      | 5              |
| Brasile     | Ricardo Mello          | 112      | 6              |
| Brasile     | Rogério Dutra da Silva | 116      | 7              |
| Argentina   | Máximo González        | 129      | 8              |

- 1 Ranking al 17 ottobre 2011.

### Altri partecipanti
Giocatori che hanno ricevuto una wild card:
- Thiago Alves
- Augusto Laranja
- Carlos Oliveira
- Bruno Semenzato

Giocatori che sono entrati nel tabellone principale come special exempt:
- Andre Begemann

Giocatori che sono passati dalle qualificazioni:
- Martín Alund
- James Duckworth
- Pablo Galdón
- José Pereira

## Campioni

### Singolare
Ricardo Mello ha battuto in finale  Eduardo Schwank, 6–4, 6–2

### Doppio
Frederico Gil /  Jaroslav Pospíšil hanno battuto in finale  Franco Ferreiro /  Rubén Ramírez Hidalgo, 6–4, 6–4